# Psilogramma koalae
Psilogramma koalae là một loài bướm đêm thuộc họ Sphingidae. Loài này có ở Queensland.